# Municipio Tonatico
Koordinaten: 18° 48′ N, 99° 40′ W
Tonatico ist ein Municipio im mexikanischen Bundesstaat México. Das Municipio hatte im Jahr 2010 12.099 Einwohner und 3.214 Haushalte; 11 % der Bevölkerung lebten in extremer Armut. Die Fläche des Municipios beträgt 91,7 km².
Verwaltungssitz und größter der 15 Orte des Municipios ist das gleichnamige Tonatico. Die nächstgrößeren Orte im Municipio sind El Terrero und La Puerta de Santiago.

## Geographie
Tonatico liegt im Süden des Bundesstaates México, etwa 80 km südwestlich von Mexiko-Stadt, 50 km westlich von Cuernavaca und 50 km südlich von Toluca de Lerdo auf einer Höhe zwischen 1440 m und 2125 m.
Das Municipio Tonatico grenzt an die Municipios Ixtapan de la Sal und Zumpahuacán sowie an den Bundesstaat Guerrero.